# سن-آندره-آولن، کبک
سن-آندره-آولن (به فرانسوی: Saint-André-Avellin) شهری در منطقه شهری پاپینو ناحیه اوتاوه در استان کبک کانادا است. در سرشماری سال ۲۰۱۱ این شهر ۳٬۵۸۳ نفر جمعیت داشته‌است و مساحت آن ۱۳۱٫۰۵ کیلومتر مربع است.